# Tre musikanter
Tre musikanter är en oljemålning som attribueras den spanske barockkonstnären Diego Velázquez. Den målades omkring 1616–1618 och ingår sedan 1906 i samlingarna på Gemäldegalerie i Berlin.
Detta anses vara ett av konstnärens äldsta bevarade verk. Han var omkring 18 år gammal och bodde fortfarande i födelsestaden Sevilla (år 1623 flyttade han till Madrid där han sedermera blev den ledande konstnären vid Filip IV:s hov). I Sevilla målade Velázquez främst bodegónes som var vardagliga köks- eller värdshusscener med figurer och inslag av stilleben. Här avbildas tre musikanter som möjligen står för underhållningen på en "bodega", det vill säga en restaurang. Till vänster avbildas en apa som äter en frukt vilket var en vanlig symbol för mänsklighetens lägre, djuriska instinkter. På väggen bakom musikanterna syns en inramad målning vars motiv är svår att uttyda. Velázquez har flera gånger skildrat infällda målningar/bilder i bilden, till exempel i Kökspigan med kvällsvarden i Emmaus och hans mest kända verk Hovdamerna. 
Den caravaggistiska stilen märks på de närmast fotorealistiska detaljerna, den mörka bakgrunden och de starka kontrasterna mellan ljus och skugga, så kallad chiaroscuro. Det är dock okänt om Velázquez redan vid denna tid hade sett några målningar av Caravaggio. Den senare målade 1597 en tavla med liknande motiv, Musikanterna. 
I Gemäldegaleries samlingar finns ytterligare en tavla av Velázquez, Porträtt av en kvinna (troligtvis Condesa de Monterrey) utförd cirka 1635. Även Pablo Picasso har målat två tavlor som heter Tre musikanter.